# L'Équipage (film, 1928)
Pour les articles homonymes, voir L'Équipage.
Pour plus de détails, voir Fiche technique et Distribution.
L'Équipage est un film muet français de Maurice Tourneur, sorti en 1928. Il s'agit du dernier film muet du réalisateur, tourné lors de son retour en France, commencé avant son départ en Allemagne pour le tournage de Le Navire des hommes perdus, mais achevé après celui-ci.

## Synopsis
Denise Maury tombe amoureuse du lieutenant Herbillon, qui ne sait pas qu'elle est l'épouse de son capitaine. Le lieutenant meurt dans un combat aérien et finalement le mari délaissé retrouvera le bonheur avec son épouse.

## Fiche technique
- Titre original : L'Équipage
- Réalisation : Maurice Tourneur
- Scénario : Maurice Tourneur, d'après le roman éponyme de Joseph Kessel
- Décors : Robert-Jules Garnier
- Photographie : Léonce-Henri Burel
- Cadreur : Émile Pierre
- Société de production : Lutèce Films
- Société de distribution : Alliance Cinématographique Européenne
- Pays de production :  France
- Langue originale : français
- Format : noir et blanc — 35 mm — 1,37:1 — Muet
- Genre : drame
- Durée : 114 minutes
- Dates de sortie : 
  - France : 30 mars 1928

## Distribution
- Georges Charlia : le lieutenant Herbillon
- Jean Dax : le capitaine Maury
- Claire de Lorez : Denise Maury
- Pierre de Guingand : Thélis
- Daniel Mendaille : Deschamps
- Camille Bert : Berthier
- Charles Barrois : Marbot
- Robert Astruc : Neuville
- Roby Guichard : Georges
- Mitchell : le médecin
- René Donnio : le mécanicien
- Henri Monteux : Mathieu
- Charles Vanel

## Autour du film
- L'affiche du film a été dessinée par Bernard Bécan.
- Anatole Litvak en réalisera deux remakes :
  - L'Équipage en 1935, film français avec Annabella, Charles Vanel, Jean Murat, Jean-Pierre Aumont
  - La Femme que j'aime en 1937, film américain avec Paul Muni, Miriam Hopkins, Louis Hayward, Colin Clive